# Semmler-Wolff-Reaktion
Die Semmler-Wolff-Reaktion, benannt nach den deutschen Chemikern Friedrich Wilhelm Semmler und Ludwig Wolff, ist eine Namensreaktion aus dem Bereich der organischen Chemie und wurde 1892 erstmals durch Friedrich-Wilhelm Semmler beschrieben. Die Reaktion wurde 1902 durch Ludwig Wolff näher untersucht. Die Semmler-Wolff-Reaktion ermöglicht die Darstellung von aromatischen Aminen aus cyklischen α,β-ungesättigten Ketooximen.

## Übersichtsreaktion
Bei der Semmler-Wolff-Reaktion werden cyklische α,β-ungesättigten Ketooxime mittels mit Salzsäure gesättigtem Essigsäureanhydrid zu aromatischen Aminen umgesetzt. Bei der Reaktion handelt es sich um eine Umlagerungsreaktion, wobei durch eine Protonenumlagerung ein aromatisches System gebildet wird.

## Reaktionsmechanismus
Der nachfolgende Reaktionsmechanismus wird in der Literatur beschrieben und wird beispielhaft an Cyclohexenonoxim erläutert:
Cyclhexenonoxim (1) und Essigsäureanhydrid (2), reagieren unter Essigsäureabspaltung zu der Nitrosoverbindung 3 und einem Acetylkation (4) und weiter zu Verbindung 5. Durch Salzsäure kommt es zur Protonierung des Stickstoffs und – unter Aufhebung der C–N–Doppelbindung – zu einer Protonenumlagerung zum Stickstoff. Durch anschließende Deprotonierung und damit verbundener Elektronenverschiebung, kommt es zur Abspaltung des Acetatanions, welches durch Deprotonierung die Aromatizität des Amins (6) herstellt.